# Belle Center
Cet article possède des paronymes, voir Bell Center et Bella Center.
Belle Center est un village américain situé dans le comté de Logan, dans l'Ohio. Selon le recensement de 2010, sa population est de 813 habitants.